# Hauptabteilung XXII
Die Hauptabteilung XXII (HA XXII) war eine für die Terrorabwehr zuständige Diensteinheit des Ministeriums für Staatssicherheit (MfS) der Deutschen Demokratischen Republik.

## Geschichte
Die HA XXII war die letzte vom MfS geschaffene Hauptabteilung und entstand 1989 aus der Verschmelzung der Abteilung XXIII (1988 entstanden durch Umbenennung der AGM/S, die bereits 1972 als Abteilung für die Terrorabwehr aus Anlass des Münchner Olympia-Attentats aufgestellt wurde) und der Abteilung XXII. Sie hatte zuletzt 878 Mitarbeiter, deren letzter Leiter Oberst Horst Franz war. Die HA XXII war dem Stellvertreter des Ministers für Staatssicherheit Generalleutnant Gerhard Neiber unterstellt und hatte ihren Dienstsitz in der Ferdinand-Schultze-Straße im Berliner Bezirk Hohenschönhausen.

## Aufgaben
- Aufdeckung, Verhinderung und Bekämpfung von Terror- und anderen Gewaltakten gegen die DDR
- geheimdienstliche Beobachtung und Bearbeitung links- und rechtsterroristischer und anderer gewaltorientierter Organisationen, Gruppen und Personen im Operationsgebiet
- Überwachung bzw. Kontrolle des internationalen Terrorismus (insbesondere der nationalen Befreiungsbewegungen) sowie des Links- und Rechtsextremismus und -radikalismus in der Bundesrepublik Deutschland, u. a. mit der Maßgabe der „Verhinderung des Missbrauchs des Territoriums sowie von Bürgern der DDR“
- Realisierung operativer und militärisch-operativer Aufgaben der vorbeugenden Terrorabwehr und Abwehr anderer operativ bedeutsamer Gewaltakte einschließlich der Verhandlungsführung mit Geiselnehmern und Entführern
- Ausbildung und Einsatz von spezifischen Kräften zur Terrorbekämpfung
- Einsatz von spezifischen Kräften innerhalb und außerhalb der DDR
- Flugsicherheitsbegleitung und Mitwirkung an der Verhinderung und Bekämpfung von Angriffen gegen Luftfahrzeuge und zivile Flughäfen der DDR
- Bearbeitung anonymer und pseudonymer Androhungen von Terror- und Gewaltakten
- Feststellung, Sicherung und Transport von sprengkörperverdächtigen Gegenständen

Die Aufgaben der HA XXII bestanden primär darin, internationalen Terrorismus zu überwachen und Anschläge auf Staaten des Warschauer Pakts sowie befreundete Staaten zu verhindern. Dafür unterhielt sie national wie international ein Netz von Informanten, wie beispielsweise den RAF-Anwalt Klaus Croissant oder den ehemaligen Terroristen der terroristischen Vereinigung Bewegung 2. Juni Till Meyer, und arbeitete ebenfalls mit Nachrichtendiensten befreundeter Staaten zusammen. Die HA XXII sollte international terroristische Szenen aufklären, deren Mitglieder identifizieren, ihre Ziele erkunden sowie Kontakte in die DDR aufdecken und die Steuerung dieser Gruppen durch andere Geheimdienste stören. Sobald Gruppen identifiziert wurden, deren Aktivität sich gegen die DDR richteten, leitete sie umfangreiche Zersetzungsmaßnahmen ein. Es wurden zudem nationale Befreiungsbewegungen wie beispielsweise der südafrikanische ANC unterstützt und zwischen 1970 und 1989 insgesamt 1.895 Mitglieder verschiedener Befreiungsbewegungen als Verbündete im Kampf gegen den Imperialismus militärisch oder geheimdienstlich ausgebildet. Unterstützung erhielten auch Gruppen wie die RAF oder der venezolanische Terrorist Ilich Ramírez Sánchez (bekannt als Carlos, der Schakal). Darüber hinaus richteten sich die Maßnahmen der HA XXII gegen linksterroristische und linksextreme Organisationen und Gruppen in der Bundesrepublik mit kritischer Haltung gegenüber der DDR sowie gegen neonazistische und rechtsextreme Gruppen in der DDR und der Bundesrepublik.